# 弗劳克·彼得里
弗劳克·彼得里（德語：Frauke Petry，發音：[ˈfʁaʊkə ˈpeːtʁiː]；1975年6月1日—），德國政治人物，自2015年7月4日至2017年9月26日為右翼政黨德國另類選擇主席。政治科學家卡斯·穆德形容她是黨內極右翼路線的代表，但佩特里否認這項指稱，並認為自己是民族保守主義者。
彼得里在2013年至2015年間曾為為德國另類選擇黨的三名發言人之一，2015年起由於內部權力傾軋，而取代黨創辦人貝恩德·路克成為主席；路克最後離開德國另類選擇黨，並指稱黨已「不可避免地落入壞人之手」。彼得里曾多次發表反穆斯林言論，並曾明令禁止宣禮塔，並認為德國警方應使用槍械作為防治非法越境行為的「最後手段」。因其教育與專業背景，彼得里亦為化學家和實業家。
2017年9月26日，在德国另类选择成功赢得德国联邦议院议席后，彼得里决定退党。

## 個人生活
她的前夫Sven Petry，一位信義宗牧师於2015年與她離婚，兩人育有4名子女。現在伴侶為Marcus Pretzell。Sven之後加入德国基督教民主联盟。

## 外部連結
- PURinvent
- （德文） National board of the Alternative for Germany （页面存档备份，存于）